# Чиста вода біля витоку
Чиста вода біля витоку (рос. Чиста вода у истока) — російський кримінальний чотирьох серійний міні-серіал 2014 року.

## Сюжет
Ліда (Катерина Кузнєцова) приїхала з провінції до Москви у пошуках щастя. І життя в столиці склалася успішно: дівчина закінчила університет, вийшла заміж за сина бізнесмена (Валентин Смирнитський) — директора благодійного фонду, народила дитину, якій присвятила себе. Але чи було за зовнішнім благополуччям справжнє щастя?
Одного разу дівчина випадково почула розмову свого свекра з партнером по бізнесу. Вони обговорювали вбивство головного бухгалтера їх фонду, який вів «чорну» бухгалтерію, прикриваючи операції з відмивання грошей перерахуванням коштів на благодійні рахунки.
Після чергової сварки зі своїм чоловіком (Степан Рожнов), який прийшов, як завжди останнім часом, сильно напідпитку, Ліда каже йому про те, що не може жити під одним дахом з вбивцею. Вона навіть не підозрює, що своїм признанням підписала собі вирок: свекор все чув, підслуховуючи під дверима. Під час відрядження Ліді у валізу підкинули наркотики, поліція зняла її з поїзда.
В цей неймовірно складний життєвий період, коли всі близькі люди відвернулися від Ліди, на допомогу їй прийшов знайомий журналіст, якого вона випадково врятувала під час автомобільної аварії. Сергій почав власне розслідування...

## У ролях
| Актор                  | Роль                                   |
| ---------------------- | -------------------------------------- |
| Владислав Котлярський  | Арсеній Фельцов, помічник Сєлєзньова   |
| Валентин Смирнитський  | Андрій Сергійович Сєлєзньов, бізнесмен |
| Катерина Кузнєцова     | Ліда Сєлєзньова                        |
| Сергій Марін           | Сергій Кастальський, журналіст         |
| Сергій Сосновський     | Борис                                  |
| Степан Рожнов          | Костя Сєлєзньов, чоловік Ліди          |
| Анатолій Гущин         | Мануйлов, слідчий                      |
| Роман Ладнєв           | Дмитро, друг Сергія Кастальського      |
| Альона Стєбунова       | Маґо Шеллі                             |
| Єгор Семенов           | Петрик, син Ліди та Кості              |
| Михайло Богдасаров     | таксист                                |
| Валерія Приходченко    | наглядачка                             |
| Юлія Сулес             | старша наглядачка                      |
| Наталя Унгард          | Манька                                 |
| Костянтин Тополага     | приватний детектив                     |
| Олена Коровчук         | Нюрка Галушкіна                        |
| Ігор Воробйов          | Ваня, бандит                           |
| Олександр Голобородько | кримінальний авторитет                 |
| Андрій Межуліс         | Зімін, слідчий                         |
| Олег Дуленін           | Порогов, слідчий                       |
| Микита Померанцев      | Ігор Миколайович, начальник СК         |
| Володимир Любовський   | Баклан                                 |
| Ганна Калашникова      | Даша                                   |
| Марина Кангеларі       | завідувачка дитсадком                  |
| Валерія Свєчнікова     | Олеся                                  |
| Світлана Сваровські    | Віка                                   |
| Світлана Виниченко     | лікар                                  |
| Володимир Яковлєв      | Роман                                  |
| Олександр Єршов        | суддя                                  |
| Ганна Комкіна          | Зінаїда, секретарка Сєлєзньова         |
| Ганна Фроловцева       | Ірина, тітка Ліди                      |
| Євген Штирбул          | Лобов, адвокат                         |
| Олег Нікітін           | Лавров, суддя                          |
| Юрій Попович           | Льоша, архіваріус                      |
| Валерія Александрова   | вихователька                           |
| Євген Дербішев         | капітан                                |
| Ярослав Маланін        | Едуард Пантєлєєв, адвокат              |
| Ганна Гольдес          | медсестра                              |
| Андрій Рудь            | мажор                                  |
| Тетяна Мошкова         | Ганна, няня                            |
| Олександра Ровенських  | Ніна Шалвовна, директорка дитбудинку   |
| Артур Мафенбайер       | дільничний                             |
| Олена Єпіхіна          | пані з песиком                         |
| Айдар Закіров          | Соха                                   |
| Прохор Зікора          | Чіба                                   |
| Володимир Михайлов     | лікар                                  |
| Олексій Сидоровський   | інспектор поліції                      |
| Андріан Сіде           | кореспондент                           |
| Олександр Герасимов    | інкасатор                              |
| Ельміра Мірель         | медсестра                              |
| Ганна Марченко         | епізод                                 |
| Борис Ліпатніков       | епізод                                 |
| Олена Кукушкіна        | епізод                                 |
| Володимир Стєржаков    | папік                                  |
| Наталя Пікула          | епізод                                 |
| Дмитро Александров     | епізод                                 |